# Al-Salt SC
Der al-Salt Sport Club (arabisch نادي السلط الرياضي, DMG Nādī s-Salṭ ar-riyāḍī) ist ein jordanischer Sportklub mit Sitz in der Stadt Salt.

## Geschichte
Die Fußball-Mannschaft wurde in der Saison 2017/18 Meister der zweiten Liga und stieg so zur Folgesaison erstmals in die Erste Liga des Landes auf. In der ersten Saison platzierte man sich hier auf einem guten fünften Platz mit 33 Punkten. Da nur ein paar wenige Mannschaften von der AFC für die internationalen Wettbewerbe lizenziert wurden, durfte der Klub als vierter in der Liga nach der Saison 2020/21, am AFC Cup 2021 teilnehmen. Hier schaffte es die Mannschaft über den zweiten Platz die Gruppenphase zu überstehen und zog so in die K.o.-Runde ein, hier unterlag man jedoch direkt al-Kuwait mit 0:2. Bis heute kann der Klub die Spielklasse auch halten.

## Erfolge
- Jordan League Division 1: 2017/18  ▲
- Jordan Shield Cup: 2024

## Stadion
Der Verein trägt seine Heimspiele im King Abdullah II Stadium in Al-Quwaisima aus. Das Stadion hat ein Fassungsvermögen von 18.000 Personen.